# ティムール・ヴェルメシュ
ティムール・ヴェルメシュ（独: Timur Vermes、1967年 - ）は、ドイツのジャーナリストで、作家、翻訳家。

## 生い立ち
ヴェルメシュは、1967年ニュルンベルクに生まれた。母親はドイツ人で、父親は、ハンガリー動乱が失敗に終わった後の1956年に、ニュルンベルクへ逃れてきたハンガリー難民だった。
ヴェルメシュは、アビトゥーア受験後、エアランゲン・ニュルンベルク大学に入学し、歴史学・政治学を専攻した。その後、ミュンヘンのアーベントツァイトゥングや、ケルンのエクスプレスといったゴシップ新聞や、様々な雑誌で記者として働いた。
2009年にはゴーストライター業を始め、いわゆる「犯行現場の掃除人」を扱った "Was vom Tode übrig bleibt" （意味：死から残ったもの）などの本を出版した。
2012年、ヴェルメシュは、自分の名前で書いた初の作品として『帰ってきたヒトラー』"Er ist wieder da" を発表した。作品は社会風刺的スタイルで、1945年に自殺したはずのアドルフ・ヒトラーが2011年のベルリンに蘇り、数々のテレビ出演を経て、新たな信奉者を得ていくものである。フランクフルト・ブックフェアで発表されたあと、この本はシュピーゲル誌のベストセラーリストでトップに踊り出て、20週間その地位を維持した。クリストフ・マリア・ヘルプストの朗読によるオーディオブックも好評の売れ行きを記録した（尚ヘルプストは、2015年の映画版でゼンゼンブリンク役を演じている）。2012年9月以来、『帰ってきたヒトラー』は1,400万部以上の売れ行きを記録し（2015年7月時点）、世界42の言語に翻訳されている。作品はドイツ国内で、250万部を売り上げ、2013年12月には、コンスタンティン・フィルムと Mythos Film の共同制作で映画化されることが公表された。映画は2015年10月8日にドイツで、2016年6月17日に日本で公開されている。

## 著作

### 小説
- 2010年： München für Verliebte. Frankfurt: Societäts-Verlag. (2010). ISBN 978-3-7973-1189-4
- 2012年： Er ist wieder da. Köln: Eichborn Verlag. ISBN 978-3-8479-0517-2
  - 2012年：Er ist wieder da. Lübbe Audio Köln. ISBN 978-3-7857-4741-4 - クリストフ・マリア・ヘルプスト（ドイツ語版）朗読のオーディオブック（CD6枚組・411分）。
  - 2015年： Er ist wieder da. Erweiterte Studienausgabe.. Köln: Eichborn Verlag. ISBN 978-3-8479-0599-8
  - 邦訳：ヴェルメシュが制作した作品への注釈ペーパーが抄訳されて同時掲載されている。
    - 森内薫 訳『帰ってきたヒトラー』 上、河出書房新社〈河出文庫〉、2016年4月22日。ISBN 978-4-309-46422-0。
    - 森内薫 訳『帰ってきたヒトラー』 下、河出書房新社〈河出文庫〉、2016年4月22日。ISBN 978-4-309-46423-7。

### 執筆記事
- 2009年: “Vom Affen lernen” (PDF) (2009年7月). 2016年12月20日閲覧。

### 翻訳
- デイヴィッド・ドゥカヴニー (2015). Heilige Kuh. München: Wilhelm Heyne Verlag. ISBN 978-3-453-26989-7